# ليو لوفينثال
ليو لوفينثال (3 نوفمبر 1900 - 21 يناير 1993) كان عالم اجتماع وفيلسوفًا ألمانيًا مرتبطًا عادةً بمدرسة فرانكفورت.